# How to invent reality
|  | Denne artikel er oprettet af botten PalnaBot ud fra en ekstern database. Den kan derfor have sproglige fejl eller mangler. Denne skabelon kan fjernes efter kontrol af indholdet. |

How to invent reality er en film instrueret af Jon Bang Carlsen.

## Handling
Efter 25 år som instruktør har Jon Bang Carlsen lavet dette filmiske essay om sin metode, som han selv kalder iscenesat dokumentarisme. Filmen har som baggrund optagelserne til »It's Now or Never«, historien om en irsk ungkarls søgen efter kærlighed. I filmens speak siger Jon Bang Carlsen: «Jeg kan kun se verden ved at belyse den med mig selv. Derfor er min skygge altid en stor del af den færdige film, og derfor har mine film ikke noget med sandhed at gøre. De er mine sansninger af verden, intet andet ...»